# Eugène Guillaume

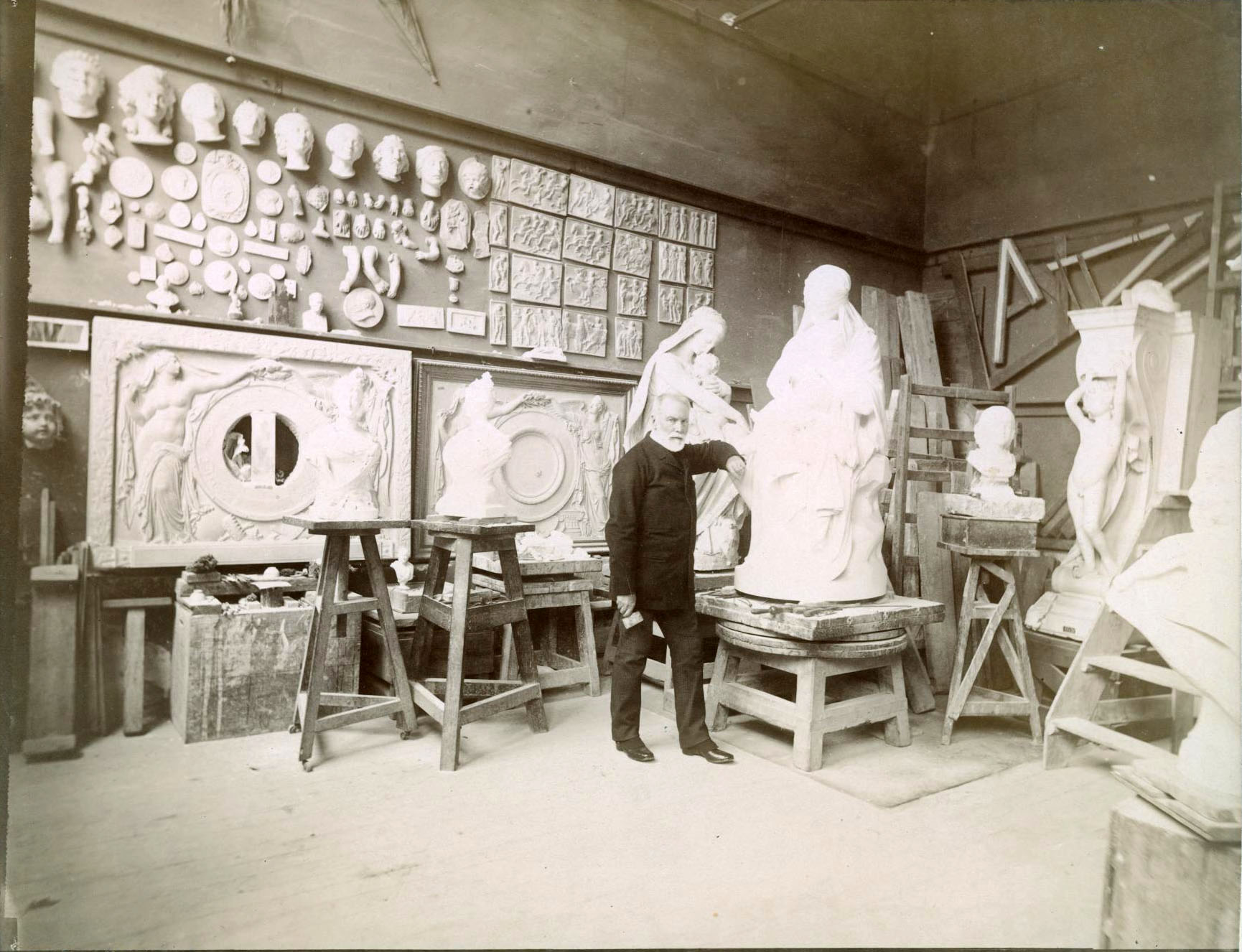
Eugène Guillaume a műhelyében, 1885-1890 körül, ismeretlen személy fotója, Frick Collection, New York.

Eugène Guillaume (magyarosan Guillaume Jenő) (Montbard (Côte-d’Or), 1822. július 4. – Róma, 1905. március 1.) francia szobrász, professzor, műkritikus.

## Életpályája
Előbb Dijonban, majd Párizsban tanult James Pradier szobrásznál. 1845-ben elnyerte a római nagydíjat, Theseus egy szikla alatt megtalálja atyja kardját című művével. Rómában különösen az ókori mellszobrokat tanulmányozta. Ott készítette aratót ábrázoló bronzszobrát (a párizsi Musée Luxembourgba került). Ezt a szobrát Anakreón ülő márványszobra, majd 1853-ban a Gracchusok kettős szobra követte. Ugyanazt az erőteljes realizmust követte későbbi műveiben. 1862-ben az Institut tagjává választották. 1868 és 1875 között a párizsi École nationale supérieure des beaux-arts igazgatója volt. Az École polytechnique rajzprofesszoraként is működött. 1882-től a Collège de France professzora volt. 1898. május 26-án a Francia Akadémia tagjává választották. 1891-től 1904-ig ő irányította a Római Francia Akadémiát Auguste Rodin 1903-ban elkészítette Eugène Guillaume bronz mellszobrát (Párizs, Musée d’Orsay). Guillaume Rómában hunyt el.

## Művei[18]
- A kaszáló (1849), szobor, bronz, Párizs, Musée d’Orsay[19]
- Anakreón (1849 - 1851), szobor, márvány, Párizs, Musée d’Orsay
- A Gracchusok síremléke, szoborcsoport, bronz, Párizs, Musée d’Orsay
- I. Napoléon mint római császár, kis méretű álló szobor, viasz, Párizs, Musée d’Orsay
- Jules Ferry, 1887, mellszobor, gipsz, Párizs, Musée d’Orsay
- Jules Grévy, 1896, mellszobor, gipsz, Párizs, Musée d’Orsay
- Zenei hangszerek, szoborcsoport, kő, Párizs, Opéra Garnier, főhomlokzat
- Az erő (1860), kőszobor, Paris, Saint-Michel szökőkút, a négy fő erény egyike
- Ingres szobra (1871), Párizs, École nationale supérieure des beaux-arts
- Félix Duban (1884), mellszobor, bronz, Párizs, École nationale supérieure des beaux-arts,
- Ludwig van Beethoven mellszobra ,[20] mellszobor, márvány, Koppenhága, Ny Carlsberg Glyptotek
- A költészet forrása (1873), szobor, gipsz, Salon de 1873
- Paul Bert, 1887, mellszobor gipsz, Versailles-i kastély
- Adolphe Thiers emlékműve, 1903, Versailles-i kastély
- Michel-Eugène Chevreul emlékműve, 1893, bronz[21]
- Szent Lajos király szobra, 1878, A párizsi Igazságügyi Palota[22] Szent Lajos-galériája számára.

## Képgaléria

Eugène Guillaume műveiből
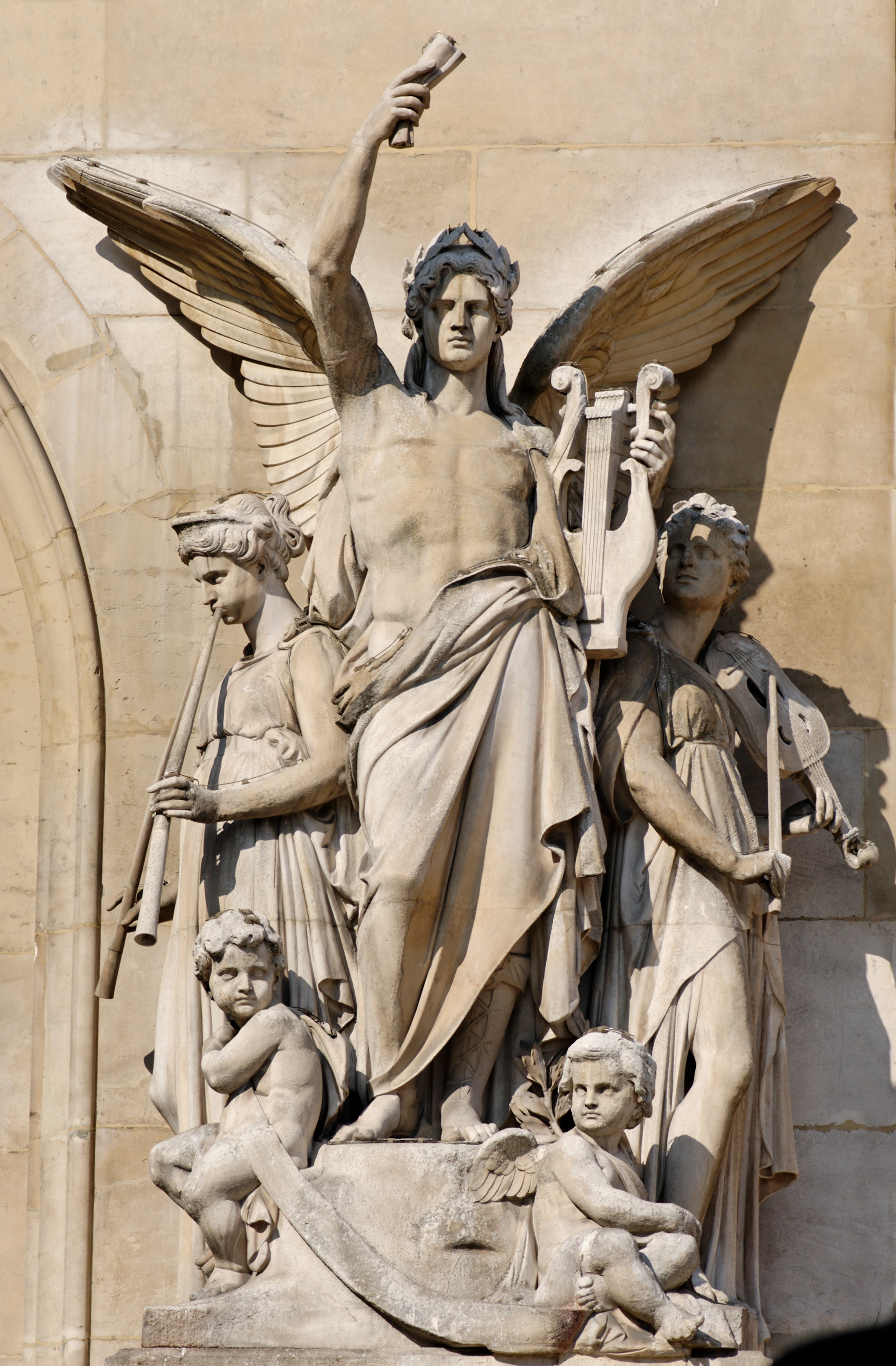
Zenei hangszerek, az Opéra Garnier homlokzata, Párizs
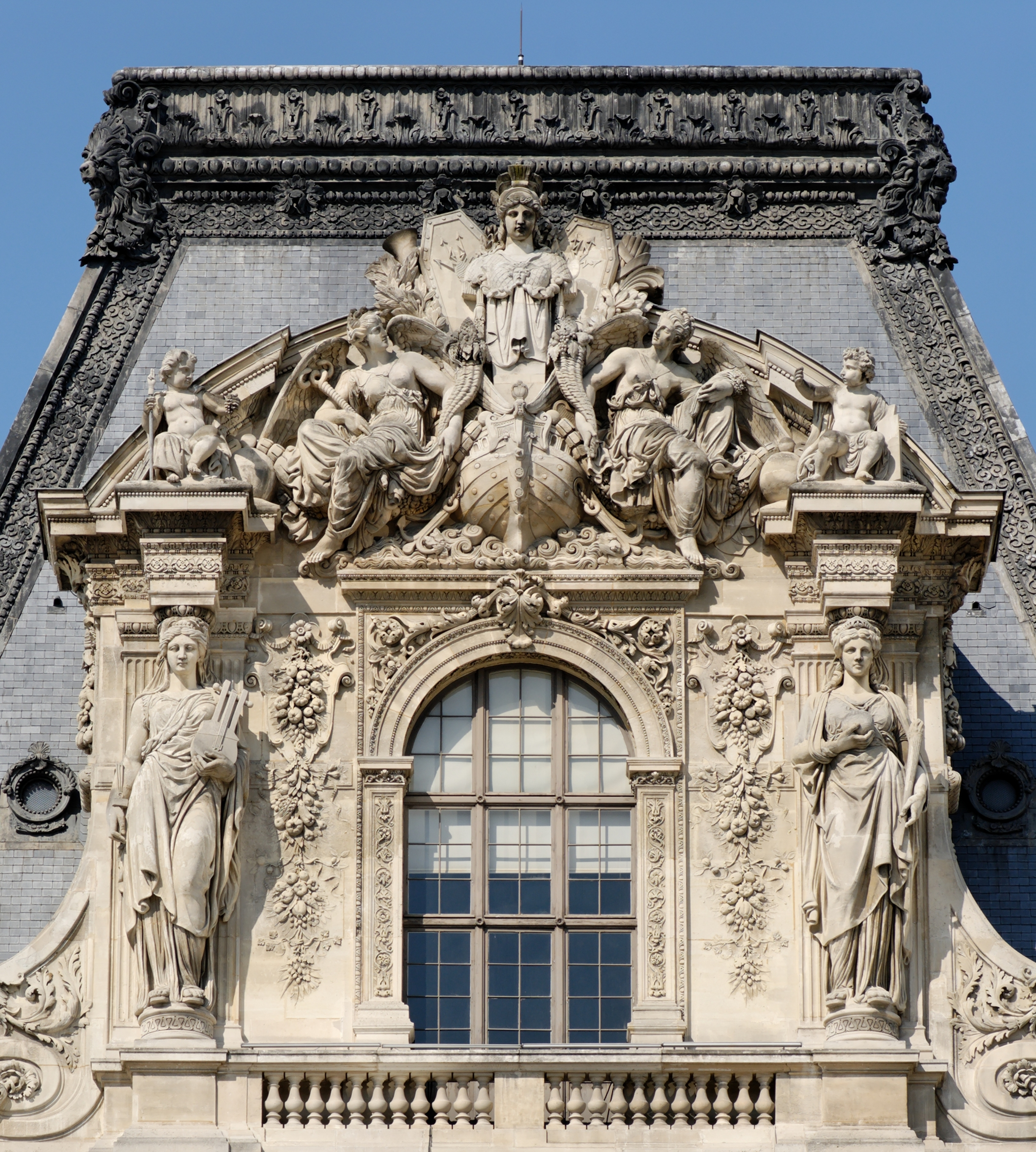
Louvre, Párizs
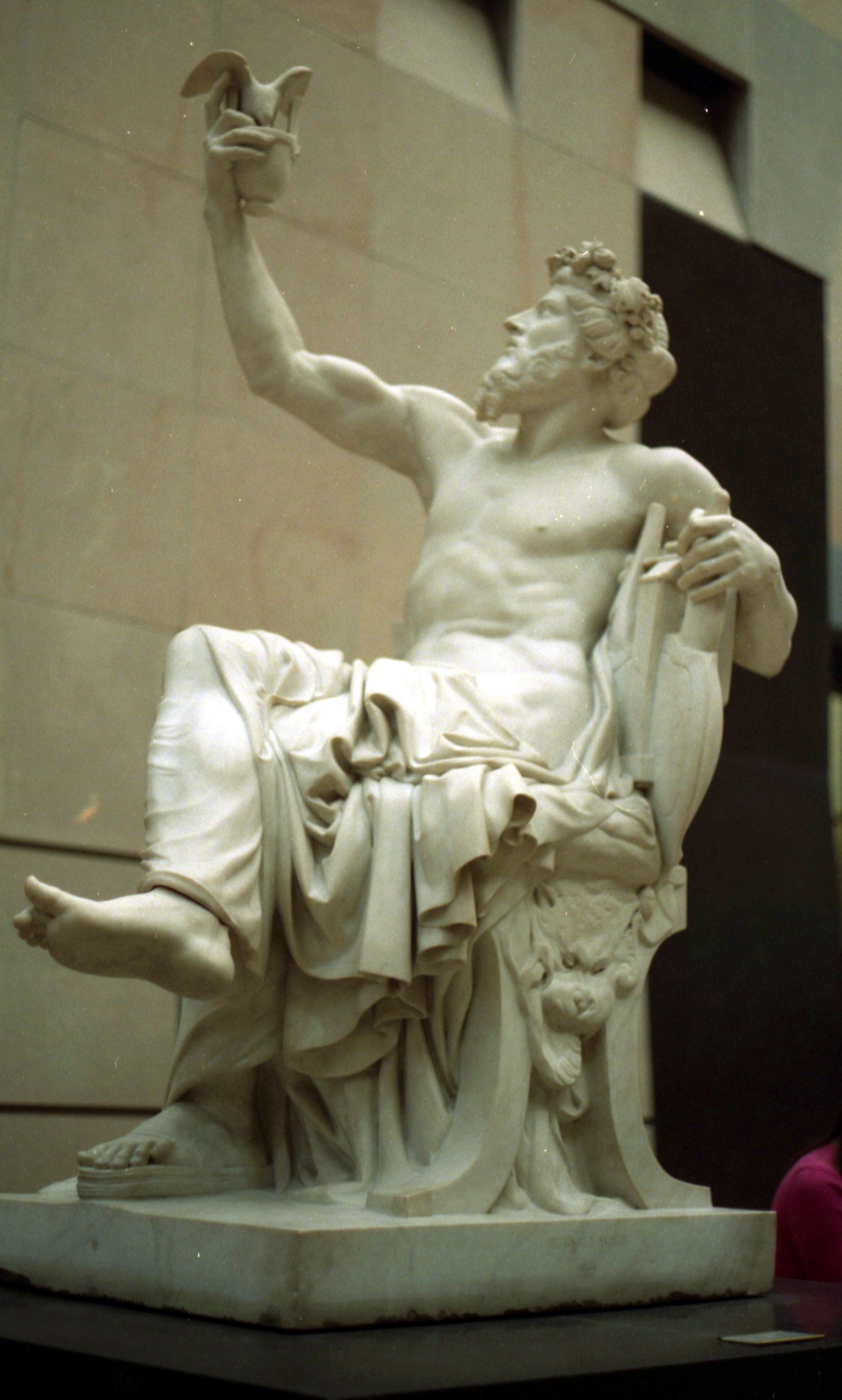
Anakreón, 1849–1851, Musée d’Orsay, Párizs
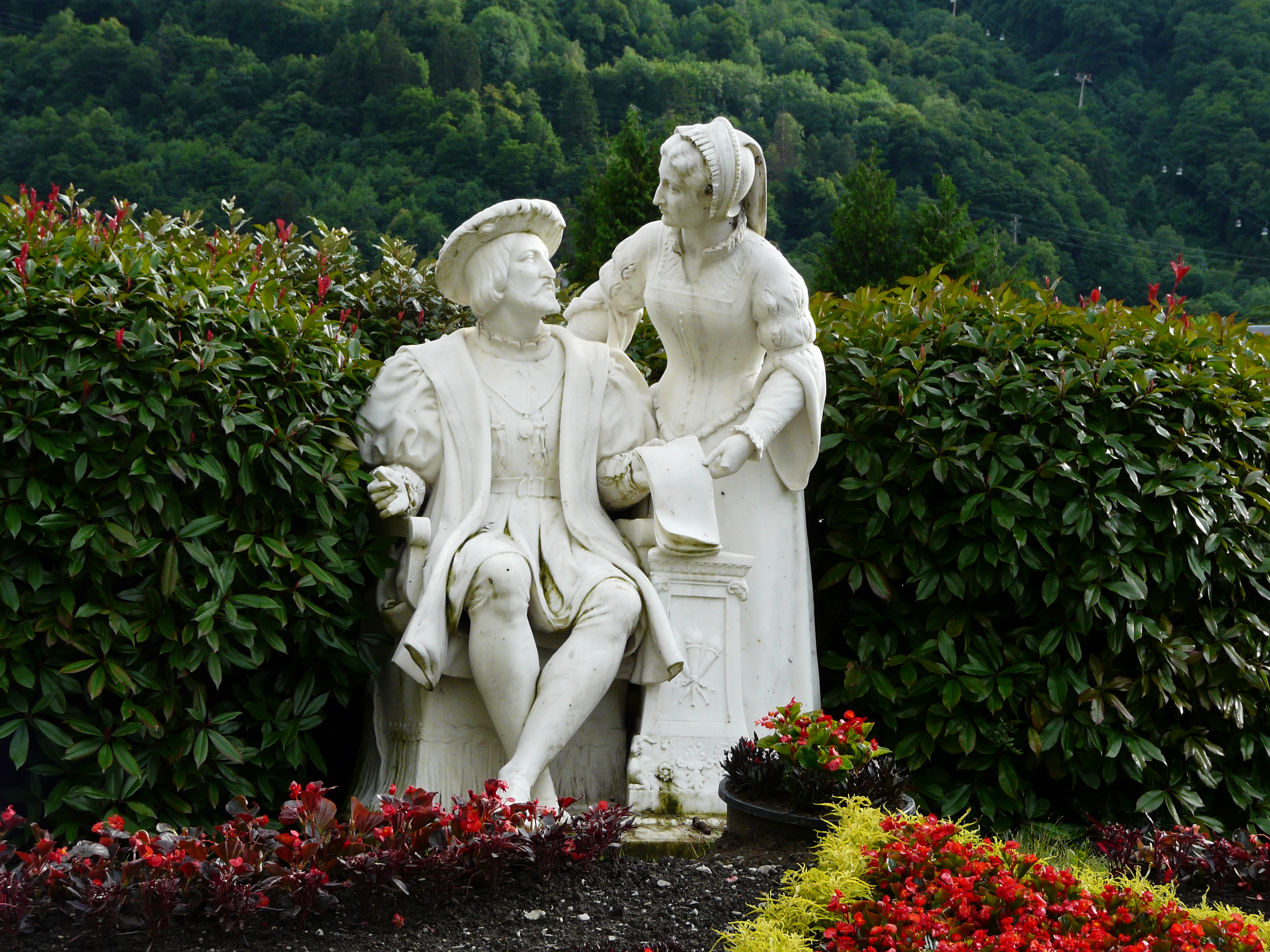
I. Ferenc francia király és húga, Valois Margit savoyai hercegné megalapítják a  Collège de France intézményt, Bagnères-de-Luchon.

## Külső hivatkozások
- Insecula.com
- Eugène Guillaume életrajza
- Eugène Guillaume művei